# 田守
田守（たもり）は、室町幕府が公領内の田畑の管理役として設置した職である。主に農民の中から技術に秀でた者が抜擢された。
室町時代以前から守護や地頭に仕えて農業指導を行う者は存在したが、専業としての技術指導職は室町期になって初めて設置された。江戸時代の農業技術の飛躍的な向上は田守たちの活躍によるものである。

## 歴史
田守の起源は、鎌倉時代後期に北陸地方で行われていた、タンボモリという役務であるとされている。このタンボモリは、主にイモチ病の発生を調べるため、水田およびその近辺の状況を毎日観察する役であり、村内の各戸が毎年持ち回りで担当していた。その後この役は持ち回りから特定の家が代々担当するようになった。北陸地方に現存する田守姓は、タンボモリを専門職としていた家系の名残であると言われている。
室町時代に入ると、職業の分化・専門化が進み、タンボモリは田守という職業となった。それまで代々特定の家系が口伝で引き継いできたが、応仁の乱で荒廃した農村を再興するべく、幕府が専門職として全国に田守職を設置した。当初は公領内のみに田守が配置されたが、その後公領周辺の農村への技術指導も行うようになり、室町時代後期には在地支配層である国人が独自に田守の任命を行っていた。
戦国時代の後期には、農村の多くで労働力が戦に駆り出されたため、農業生産力の低下が大きな問題となっていた。このため、各地の戦国大名は優秀な田守を領国に呼び込んで厚遇する反面、領内の田守が他の土地へ移動することを厳しく制限した。このことは田守が廃業する原因となり、一部の有力田守を除いて田守職に就くものは激減した。
江戸時代に入り社会が安定化するとともに、田守が各地で復活するようになる。特に米所といわれた北陸地方では、冷害から稲を守るため各藩は大量の田守を雇い、稲作の安定化に力を入れた。この時期には『農家益』や『農業全書』などの農業技術書が多く出版されたが、田守たちが伝承してきた技術が学問として体系化された時期でもあった。なお、田守職の一部は、植物に対する豊富な知識を生かして本草学へと流れていった。
その後、明治維新に入ってからは政府の進めた工業化政策のため、多くの田守が廃業した。